# Увертира
Увертира (од франц. ouverture, lit. „отварање”) уводна је музика за неко драмско-музичко или вокално-инструментално дело, Значајнији развој театрологије и театролошка истраживања урађена су током 20. столећа. као што су били балет, опера, или ораторијум у 17. веку. Током ране романтичарске ере, композитори попут Бетовена и Менделсона компоновали су увертире која су биле независна, самостално инструментална, програмска дела која су предњачила жанровима попут симфонијске песме. Они су „у почетку несумњиво били намењени извођењу на почетку програма“. Увертира је музика којом композитор упознаје слушаоце о музичким догађајима које ће чути у самом делу. Увертира је састављена од најистакнутијих места музичког дела. Увертира може да буде и самостални музички облик.

## Историја

### 17. век
Идеја инструменталног увода за оперу настала је током 17. века. Опера Евридика Јакопа Перија започиње кратким инструменталним риторнелом, Монтевердијева опера Орфеј (L'Orfeo, 1607) отвара се токатом, у овом случају фанфарама за пригушене трубе. Важнији је ипак био пролог, који се састојао од отпеваног дијалога алегоријских ликова који су тако најавили теме приказаних прича.

### Француска увертира
Као глазбени облик, француска увертира прво се појављује у дворским балетима и операма Жан-Батисте Лилија, које је разрадио из сличног, дводелног облика названог Увертира, присутног у француским  балетима de cour (ballet de cour) већ 1640-их. Оваква француска увертира састојала се од спорог увода с истакнутим пунктираним ритмом, праћеног живахним покретом у стилу фуге. Увертира је често праћена низом плесних мелодија пре него што се застор подигне, а често би се враћала следећи Пролог да уведе акцију правилно. Овај стил увертира такође је био кориштен у енглеском опери, превасходно у опери „Дидона и Енеја” Хенрија Персела. Њен карактеристични ритмички профил и функција довели су до француског стила увертире какав је пронађен у делима каснобарокних композитора као што су Јохан Себастијан Бах, Георг Фридрих Хендл и Георг Филип Телеман. Стил се најчешће користи у прелудијима и суитама, а може се наћи и у инсценираним вокалним делима попут кантата, на пример у уводном збору Бахове кантате „Nun komm, der Heiden Heiland, BWV 61”. Хандел такође користи француски стил увертира у неким својим италијанским операма, на пример у опери „Јулије Цезар” (Giulio Cesare).

## Италијанска увертира
У Италији је посебан облик назван „увертира” настао 1680-их, а посебно се истакнуо у операма Алесандра Скарлатиja. Овај се облик проширио и целом Европом заменивши француски облик као стандардне оперске увертире до средине 18. века. Његов уобичајени облик налази се у три генерално хомофона става: брзи – спори – брзи. Први став обично је био у дводобној мери и у дуру. Други, спори став у ранијим примерима обично је био прилично кратак, те је најчешће био у контрастном тоналитету. Закључни, трећи став, био је плесни и најчешће с ритмовима Гига или менуета, те се вратио тоналитету почетног ставка. Како се форма развијала, први је става често укључивао елементе фанфара и попримао образац такозваног сонатинског облика (сонатни облик без тзв. проведбе), док је други став постао је проширенији и лирски. Италијанске увертире често су се одвајале од њихових опера и изводиле као независне концертне композиције. У том су контексту оне постале важне у раној историји симфоније.

### 18. век
Пре 18. сека, симфонија и увертира биле су као облик готово исте, те се не би разликовале уколико би се увертире издвојиле из опера и изводиле као самостална инструментална дела, док би се симфоније изводиле пре опере као увертира. Након што је opera seria (озбиљна опера) реформисана, увертира се почела увелико разликовати од симфоније, а композитори су почели драматично и емотивно да повезују садржај увертира са својим операма. Увертира би садржавала елементе саме опере, пратећи реформску идеологију којом музика и сви други елементи на позорницама служе за побољшање заплета. Типичан пример таквих увертира била је La Magnifique, аутора Андре Гретрија, у којој је музичко цитирано неколико арија.

### Опера 19. века
У опери 19. века увертира, Vorspiel, Einleitung, Introduction или како се год још може назвати, генерално није ништа друго до музика која се одвија пре подизања застора. Vorspiel Рихарда Вагнера za оперу Лохенгрин кратки је самостални ставак утемељен на музици Грала. У италијанској опери након око 1800. „увертира” је постала позната као синфонија. Фишер такође примећује да је појам Sinfonia avanti l'opera (дословно: „симфонија пре опере”) био „рани израз за синфонију која се користила за почетак опере, тј. као увертира”.

## Концертна увертира

### Почетком 19. века
Иако су се до краја осамнаестог века оперне увертире већ почеле изводити као засебни ставови у концертној дворани, „концертна увертира” као самостално концертно дело независно од сценских изведби и генерално темељено на некој књижевној теми, почела се појављивати већ почетком романтизма. Карл Марија фон Вебер написао је две концертне увертире, Der Beherrscher der Geister ('Владар духова', 1811, ревизију увертира за своју недовршену оперу Rübezahl из 1805) и Jubel-Ouvertüre ('Јубиларна увертира', 1818, инкорпорирајући химну Боже, чувај краља у њеном врхунцу). Ипак, увертира Ein Sommernachtstraum Феликса Менделсона (1826) генерално се сматра првом концертном увертиром. Остали Менделсонови доприноси овом облику укључују његове увертире Meeresstille und glückliche Fahrt (1828), Die Hebriden (1830; позната и као Фингалова пећина), Die schöne Melusine (Лепа Мелусина, 1834) и Ruy Blas (1839). Остале запажене ране концертне увертире компоновао је Ектор Берлиоз (нпр. Les Francs juges (1826) i Le corsaire (1828)).

### Касније у 19. веку
У 1850-им концертну је увертиру заменила симфонијска песма, облик који је осмислио Франц Лист у неколико дела која су започела као драматичне увертире. Разлика између два жанра била је слобода обликовања музичке форме према спољним програмским захтевима. Симфонијска песма постала је преферирани облик за „напредније” композиторе, попут Сезара Франкa, Камија Сен-Санса, Рихарда Штрауса, Александара Скрјабина i Арнолда Шенберга, док су конзервативнији композитори попут Антона Рубинштајна, Чајковског, Јоханеса Брамса, Роберта Шумана и Артура Саливана остали верни увертирама. У доба кад је симфонијска песма већ постала популарна, Брамс је написао своју Свечану академску увертиру (оп. 80) и Трагичну увертиру (оп. 81). Пример очитог утицаја симфонијске песме као облика на увертиру јесте Увертира 1812. Петра Иљича Чајковског (оп. 49, 1880). Његова једнако позната Ромео и Јулија такође је класификована као увертира-фантазија.

### 20. век
У европској музици након 1900, типичан пример чињенице како увертира почиње да поприма везу с традиционалним облицима је Свечана увертира Дмитрија Шостаковича (оп. 96, 1954), подељена у два повезана дела: „Алегрето” и „Престо”. Велика, велика увертира (A grand, grand overture) Малколма Арнолда (оп. 57; 1956), такође један од примера увертире 20. века, пародија је на тему увертира с прелаза 19. на 20. век компонована за велики оркестар с оргуљама, проширеном секцијом лимених дувача и обвезним деоницама за четири пушке, три Хуверова усисивача и један електрични чистач подова, а посвећена је америчком председнику Х. К. Хуверу.